# Іван Карпенко-Карий (монета)
«Іва́н Карпе́нко-Ка́рий» — ювілейна монета номіналом 2 гривні, випущена Національним банком України. Присвячена 170-річчю від дня народження одного з фундаторів українського професійного театру, драматурга, актора, режисера, громадського і культурного діяча Івана Карповича Карпенка-Карого (Тобілевича), який подарував майстрам сцени і глядачам справжні драматургічні перлини. П'єси, створені ним, становлять цілу епоху в українській драматургії.
Монету було введено в обіг 14 вересня 2015 року. Вона належить до серії «Видатні особистості України».

## Опис та характеристики монети
| Номінал грн. | Метал      | Маса, грам | Діаметр, мм. | Якість виготовлення       | Гурт     | Тираж, штук |
| ------------ | ---------- | ---------- | ------------ | ------------------------- | -------- | ----------- |
| 2            | нейзильбер | 12,8       | 31           | спеціальний анциркулейтед | рифлений | 30 000      |

### Аверс
На аверсі монети розміщено: угорі малий Державний Герб України, напис півколом «НАЦІОНАЛЬНИЙ БАНК УКРАЇНИ»; у центрі стилізовану композицію: на сцені, увінчаній символом театру — масками комедії та трагедії, зображено фрагмент спектаклю, з рампи звисає картуш із написами «Хазяїн», «Сто тисяч» як символ безкінечного таланту Карпенка-Карого; унизу — номінал «2 ГРИВНІ», рік карбування монети «2015» (праворуч) та логотип Монетного двору Національного банку України (ліворуч).

### Реверс
На реверсі монети зображено композицію, що символізує режисерський та акторський таланти Івана Карпенка-Карого: він — ляльковод з ляльками своїх героїв, праворуч — його родинний хутір; угорі півколом напис «ІВАН КАРПЕНКО-КАРИЙ», та роки життя «1845–1907» (ліворуч).

## Автори
- Художник — Кочубей Микола.

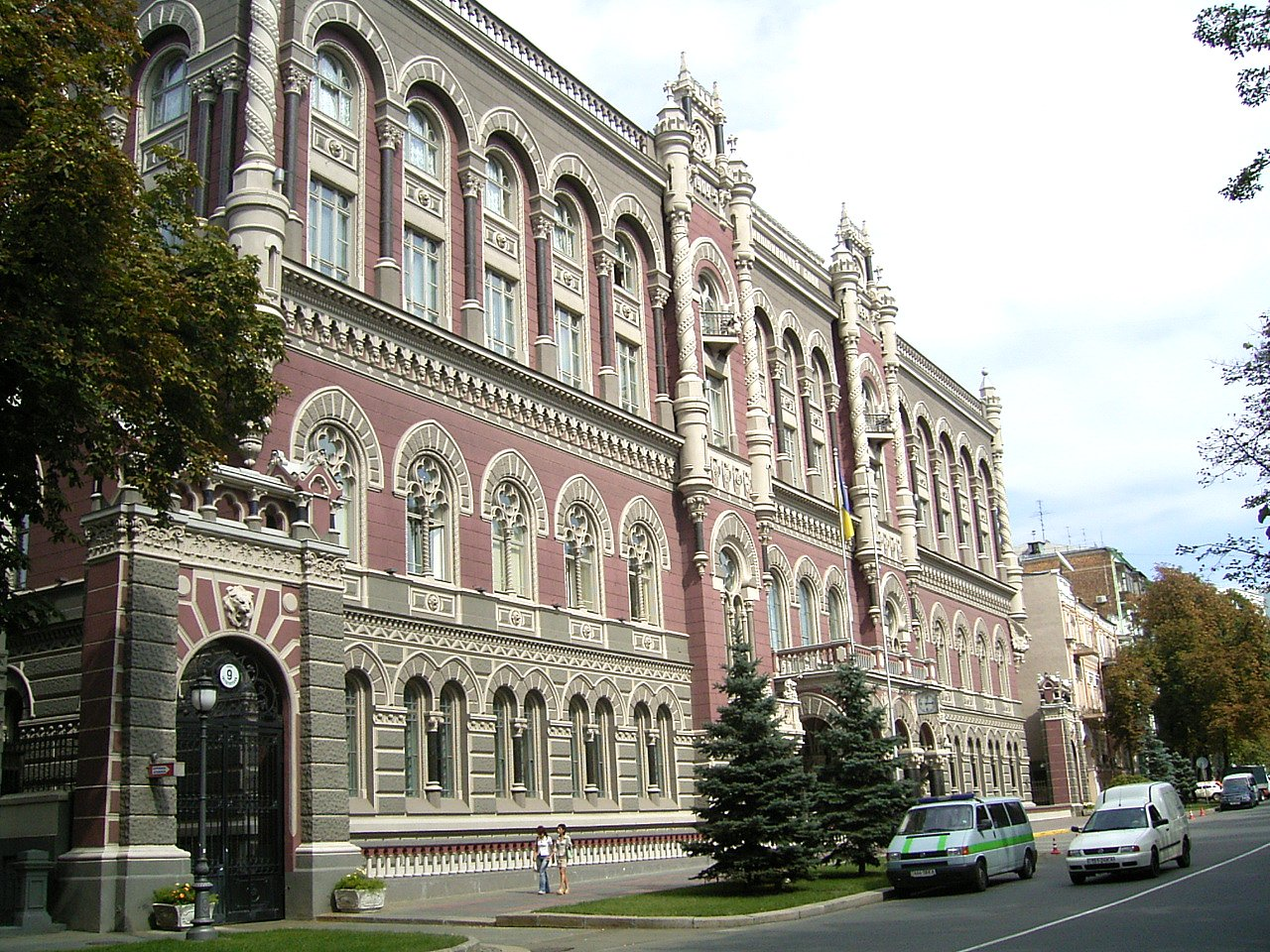
Будівля Національного банку України

- Скульптори: Дем'яненко Володимир, Іваненко Святослав.

## Вартість монети
Під час введення монети в обіг у 2015 році, Національний банк України реалізовував монету через свої філії за ціною 22 гривні.
Фактична приблизна вартість монети, з роками змінювалася так:
| Рік        | 2016 | 2017 | 2018 | 2019 | 2020 | 2021 | 2022 | 2023 | 2024 | 2025 |
| ---------- | ---- | ---- | ---- | ---- | ---- | ---- | ---- | ---- | ---- | ---- |
| Ціна, грн. | 30   | 42   | 45   | 50   | 50   | 60   | 65   | 145  | 160  | 170  |